# 1994
Het jaar 1994 is een jaartal volgens de christelijke jaartelling.

## Gebeurtenissen
januari
- De NAVO stemt toe met het Partnerschap voor Vrede, een defensieve samenwerking met landen uit Midden- en Oost-Europa. Rusland treedt later in 1994 toe.
- 1 - De Noord-Amerikaanse Vrijhandelsovereenkomst (NAFTA, het vrijhandelsverdrag tussen Canada, de Verenigde Staten en Mexico, treedt in werking. In Chiapas, Mexico komt het Zapatistisch Nationaal Bevrijdingsleger in opstand.
- 1 - In Nederland treedt de Algemene Wet Bestuursrecht in werking.
- 1 - De televisiezender Muslim Television Ahmadiyya wordt opgericht.
- 1 - In België stelt Proximus het eerste netwerk voor mobiele telefonie open.
- 3 - Tros en VOO starten de tweede Nederlandse soapserie, Onderweg naar Morgen. De serie zal de eerste jaren op Nederland 2 te zien zijn.
- 26 - De Turkse Lira wordt gedevalueerd met 12% en krijgt een waarde van USD 1 = TL 17.400.
- 31 - BMW kondigt de overname van Rover aan.

februari
- 3 - De Amerikaanse president Clinton maakt na dertig jaar een einde aan het handelsembargo tegen Vietnam.
- 12 - Edvard Munchs schilderij De Schreeuw wordt gestolen in Oslo. Het wordt teruggevonden op 7 mei.
- 23 - Wapenstilstand in Bosnië tussen Servië en Kroatië.
- 25 - Bloedbad van Hebron: Baruch Goldstein vermoordt en verwondt tientallen mensen in de Ibrahimimoskee.

maart
- 1 - Zuid-Afrika draagt Walvisbaai over aan Namibië.
- 1 - De Amerikaanse grungeband Nirvana geeft haar laatste concert in München.
- 3 - Nederlandse première van de film Schindler's List.
- 12 - De Church of England benoemt voor het eerst vrouwen tot priester.
- 23 - De Mexicaanse presidentskandidaat Luis Donaldo Colosio wordt vermoord.
- 28 - In Johannesburg, Zuid-Afrika, komen achttien mensen om het leven tijdens straatgevechten tussen aanhangers van Inkatha en het ANC.
- maart - Eerste plenaire vergadering van het Europees Comité van de Regio's.

april
- 4 - Een Saab 340 van KLM Cityhopper met vluchtnummer KL 433 stort neer vlak voor de landing op luchthaven Schiphol.
- 6 - De presidenten van Rwanda en Burundi, Juvénal Habyarimana en Cyprien Ntaryamira, komen om als hun vliegtuig nabij Kigali in Rwanda wordt neergehaald met een raket. Die gebeurtenis wordt gezien als aanleiding voor de Rwandese Genocide, die een dag later begint.
- 7 - Moord op 10 Belgische para's in Rwanda, met als aanleiding de aanslag de dag voordien
- 7 - Poging van een eigen medewerker om vlucht 705 van FedEx te kapen en opzettelijk neer te laten storten om zodoende verzekeringsgeld te kunnen claimen voor zijn familie.
- 8 - Kurt Cobain, zanger-gitarist van de grungeband Nirvana wordt dood aangetroffen in het tuinhuis bij zijn landhuis in Seattle. Hij had drie dagen eerder zelfmoord gepleegd.
- 11 - België krijgt een federale wet op de Openbaarheid van bestuur.
- 17 - Nederland eindigt als zesde bij het wereldkampioenschap ijshockey voor B-landen in Denemarken.
- 21 - Oprichting Nederlandse Vakbond Varkenshouders door Wien van den Brink
- 23 - Johan Museeuw wint de 29ste editie van Nederlands enige wielerklassieker, de Amstel Gold Race.
- 26 - In Charleville-Mézières wordt het Maasverdrag gesloten. Dit geeft aanleiding tot de oprichting van de Internationale Maascommissie.
- 27 - Eerste algemene verkiezingen in Zuid-Afrika, waarbij het ANC wint en Nelson Mandela wordt verkozen tot de eerste zwarte president. De tien zogeheten thuislanden herenigd met Zuid-Afrika.
- 30 - Formule 1-autocoureur Roland Ratzenberger verongelukt dodelijk tijdens de kwalificatie van de Grand Prix van San Marino, op het circuit van Imola.

mei
- 1 - Formule 1-autocoureur Ayrton Senna komt om het leven door een crash tegen een muur tijdens de grote prijs van San Marino.
- 6 - De Franse president François Mitterrand en Britse koningin Elizabeth II openen de kanaaltunnel waaraan 7 jaar werd gewerkt door 15.000 arbeiders. Een reis tussen de twee landen duurt nu 35 minuten.
- 8 - Canada verslaat Finland na penalty-shootouts in de finale van het wereldkampioenschap ijshockey voor A-landen in Italië.
- 10 - Nelson Mandela wordt aangesteld als eerste zwarte president van Zuid-Afrika.
- 11 - in Cambron-Casteau (Henegouwen) opent het vogelpark Paradisio, dat is gevestigd op de site van de voormalige Abdij van Cambron.
- 12 - Amsterdam stelt de landstitel in de Nederlandse hockeyhoofdklasse veilig door HGC in de voorlaatste wedstrijd van het seizoen met 12-2 te verslaan.
- 15 - Einde van de Olau Line en haar veerdienst tussen Vlissingen en Sheerness.
- De hockeysters van Kampong winnen de landstitel in de Nederlandse hockeyhoofdklasse door MOP met 1-0 te verslaan in het tweede duel uit de finale van de play-offs.
- 27 - De Russische schrijver Aleksander Solzjenitsyn keert na twintig jaar ballingschap terug in Rusland.

juni
- 17 - Amerikaanse tv-kijkers kunnen live kijken naar de politie-achtervolging van de sportheld O.J. Simpson.
- 18 - Alexander Popov, regerend olympisch kampioen uit Rusland, scherpt in Monte Carlo het wereldrecord op de 100 meter vrije slag aan tot 48,21. Het oude record (48,42) stond sinds 10 augustus 1988 op naam van de Amerikaanse zwemmer Matt Biondi.

juli
- 9 - Het Nederlands elftal verliest in de kwartfinale van het wereldkampioenschap voetbal 1994 in de Verenigde Staten met 3-2 van Brazilië en is daardoor uitgeschakeld.
- Kim Jong-il volgt zijn vader Kim Il-sung op als leider van Noord-Korea.
- 15 - Einde van de Rwandese Genocide. Gedurende deze genocide werden naar schatting 500.000 tot 1 miljoen mensen vermoord.
- 17 - In de Verenigde Staten wint Brazilië in de finale van het WK voetbal de wereldtitel door Italië na strafschoppen te verslaan.
- 18 - Na een bomaanslag op het AMIA-gebouw van de Joodse gemeenschap in Buenos Aires, vallen 85 doden.
- 18 - Carol Yager, de zwaarste mens die ooit geleefd heeft, met een recordgewicht van 727 kilogram, sterft op 34-jarige leeftijd aan de gevolgen van morbide obesitas. Ze weegt bij haar dood 545 kilogram.
- 23 - In Dublin eindigt titelverdediger Nederland op een teleurstellende zesde plaats bij het WK hockey voor vrouwen door ook de laatste wedstrijd tegen Zuid-Korea te verliezen: 0-2.
- 24 - Miguel Indurain wint de 81ste editie van de Ronde van Frankrijk. Het is de vierde eindoverwinning op rij voor de Spaanse wielrenner.
- 25 - Israël en Jordanië ondertekenen de Declaratie van Washington die de oorlogstoestand tussen beide landen, die sinds 1948 bestond, formeel beëindigt.
- 31 - De Oekraïense polsstokhoogspringer Sergej Boebka vestigt het wereldrecord van 6.14 meter.

augustus
- 14 - Carlos de jakhals, 's werelds meest gezochte terrorist, wordt gearresteerd.
- 24 - Kieren Perkins scherpt in Victoria, Canada zijn eigen wereldrecord op de 1500 meter vrije slag aan tot 14.41,66. Het oude record (14.43,48) stond sinds 31 juli 1992 op naam van de Australische zwemmer.
- 26 - De militaire machthebber van Nigeria, generaal Sani Abacha, ontslaat de directeuren van alle overheidsbedrijven.

september
- 3 - Rusland en China komen overeen geen kernwapens meer op elkaar gericht te laten staan.
- 19 - Amerikaanse troepen vallen Haïti binnen.
- 22 - De eerste aflevering van de tv-serie Friends wordt in de Verenigde Staten uitgezonden.
- 23 - De Nederlandse zakenman Johannes van Damme wordt in Singapore opgehangen wegens de smokkel van ruim 4 kilogram heroïne.
- 24 - Bokser Regilio Tuur verovert in sportpaleis Ahoy' de wereldtitel in het supervedergewicht (58,97 kilogram) van de World Boxing Organisation (WBO) ten koste van de Amerikaan Eugene Speed.
- 28 - De veerboot Estonia vergaat tussen Estland en Finland in de Oostzee. Er komen 852 bemanningsleden en passagiers om het leven.
- 28 - De secretaris-generaal José Francisco Ruiz Massieu van de Institutioneel Revolutionaire Partij (PRI), de Mexicaanse regeringspartij, wordt vermoord.
- Na bemiddeling door onder meer Jimmy Carter geeft de junta in Haïti de macht op.
- Irak stationeert troepen aan zijn grens met Koeweit. De Verenigde Staten sturen als antwoord troepen naar Koeweit.

oktober
- 1 - De Gezinskaart van het Nederlandse bevolkingsregister wordt vervangen door de digitale persoonslijst van de Gemeentelijke Basisadministratie Persoonsgegevens.
- 1 - Palau wordt onafhankelijk.
- 3 - Fernando Henrique Cardoso wordt gekozen tot president van Brazilië (ambtsaanvaarding in januari).
- 9 - In België zijn er gemeente- en provincieraadsverkiezingen.
- 15 - Irak trekt, zoals de VN Veiligheidsraad eist, zijn troepen nabij de grens met Koeweit terug.
- 26 - Jordanië en Israël tekenen een vredesverdrag.
- 29 - Francisco Martin Duran vuurt 29 schoten af op het Witte Huis en werd later veroordeeld voor een moordpoging op president Bill Clinton.

november
- 3 - Red Hat Linux 1.0 wordt uitgebracht.
- 9 - Darmstadtium wordt voor het eerst geproduceerd.
- 13 - Een referendum in Zweden wijst uit dat de Zweden zich willen aansluiten bij de EU.
- 16 - De eerste passagiers reizen door de kanaaltunnel.
- 16 - inwerkingtreding van het VN-Zeerechtverdrag uit 1982. Kuststaten mogen hun territoriale wateren uitbreiden van 3 tot 12 zeemijlen, wat de meeste al lang hebben gedaan.
- 26 - Bisschopwijding van Tiny Muskens, bisschop van het bisdom Breda.
- 29 - Een referendum in Noorwegen wijst uit dat de Noren zich niet willen aansluiten bij de EU.

december
- 1 - Ernesto Zedillo wordt ingezworen als president van Mexico.
- 2 - De regering van Australië besluit om de Aboriginals die hebben geleden door de nucleaire testen tijdens de jaren vijftig en zestig te compenseren.
- 4 - In Sydney verspeelt de Nederlandse mannenhockeyploeg de wereldtitel door in de finale van het WK hockey na strafballen van Pakistan te verliezen.
- 10 - Yasser Arafat, Yitzhak Rabin en Shimon Peres krijgen de Nobelprijs voor de Vrede.
- 11 - Russische troepen vallen Tsjetsjenië binnen, dat de onafhankelijkheid heeft uitgeroepen als de Tsjetsjeense republiek Itsjkerië.
- Met de introductie van Netscape Navigator verschijnt ook de cookie op het internet.
- 18 - In de Franse Ardèche wordt de Grotte Chauvet ontdekt, met daarin vele grotschilderingen van dieren zoals apen, leeuwen, neushoorns, oerossen, paarden en bizons. Ze worden geschat 30.000 jaar oud te zijn.
- 19 - Een herwaardering van de Mexicaanse peso leidt tot een enorme economische crisis in Mexico.
- 24 - Air France vlucht 8969 wordt gekaapt op de luchthaven Houari Boumedienne in Algerije. Hierbij worden drie passagiers gedood.
- 31 - Bij een grote brand in het Switel-hotel in Antwerpen komen 15 personen om het leven en raken er 164 zwaargewond.

zonder datum
- In de Gran Dolinagrot in het Atapuercagebergte in de Spaanse provincie Burgos worden de fossiele overblijfselen gevonden van de Homo antecessor, een voorloper van de moderne mens.

## Muziek

### Klassieke muziek
- 15 januari: eerste uitvoering van Mysterier de enige opera van Johan Kvandal
- 19 januari"eerste uitvoering van het Vioolconcert John Adams
- 4 februari: eerste voorstelling van Cassandre van Michael Jarrell
- 11 februari: eerste uitvoering van Living toys van Thomas Adès
- 12 maart: eerste uitvoering van ... but all shall be well van Thomas Adès
- 15 maart: eerste voorstelling van Hulda van César Franck
- 6 april: eerste uitvoering van Sonate voor twee piano's in een deel van William Bolcom
- 19 april: eerste uitvoering van Sonata da Caccia van Thomas Adès
- 12 juli: eerste uitvoering van Muziek voor twee piano's van Magnus Lindberg)
- 25 juli: eerste uitvoering van Oh thou, who didst with pitfall and with gin van Thomas Adès; een werk uit 1990
- 4 augustus: eerste uitvoering van Symfonie nr. 8 van Kalevi Aho
- 2 september: eerste uitvoering van Symfonie nr. 9 van Kalevi Aho met in hetzelfde concert een uitvoering van Symfonie nr. 8.
- 6 oktober: eerste uitvoering van The origin of the harp van Thomas Adès
- 23 oktober: eerste uitvoering van Concerto piccolo über B-A-C-H van Arvo Pärt
- 13 november: eerste uitvoering van Duo for fløyte og gitar van Johan Kvandal
- 16 november: eerste uitvoering van Arcadiana van Thomas Adès
- 17 november: eerste uitvoering van Requiem van Erkki-Sven Tüür
- 19 november: eerste uitvoering van John's book of alleged dances van John Adams
- 6 december: eerste uitvoering van Khovorod van Julian Anderson
- 7 december: eerste uitvoering van Kwintet voor altsaxofoon, fagot, altviool, cello en contrabas van Kalevi Aho
- 8 december: eerste uitvoering van Sonata for strykere van Johan Kvandal

### Populaire muziek
Bestverkochte singles in Nederland:
1. Marco Borsato - Dromen zijn bedrog
2. Paul de Leeuw/Annie de Rooij - Ik wil niet dat je liegt/Waarheen Waarvoor
3. O(+> - The Most Beautiful Girl in the World
4. Pearl Jam - Dissident
5. Wet Wet Wet - Love Is All Around
6. Mariah Carey - Without You
7. Cappella - Move On Baby
8. Reel 2 Real - I Like To Move It
9. Rednex - Cotton Eye Joe
10. Johan & de Groothandel - As Dick me hullep nodig heb

Bestverkochte albums in Nederland:
1. Mariah Carey - Music Box
2. Laura Pausini - Laura
3. Wet Wet Wet - End Of Part One (Their Greatest Hits)
4. Jeff Trachta & Bobbie Eakes - Bold And Beautiful Duets
5. Laura Pausini - Laura Pausini
6. Paul de Leeuw - Plugged
7. Paul de Leeuw - ParaCDmol
8. Pink Floyd - The Division Bell
9. Bon Jovi - Crossroad (The Best Of Bon Jovi)
10. André Rieu - Strauß & co

## Beeldende kunst

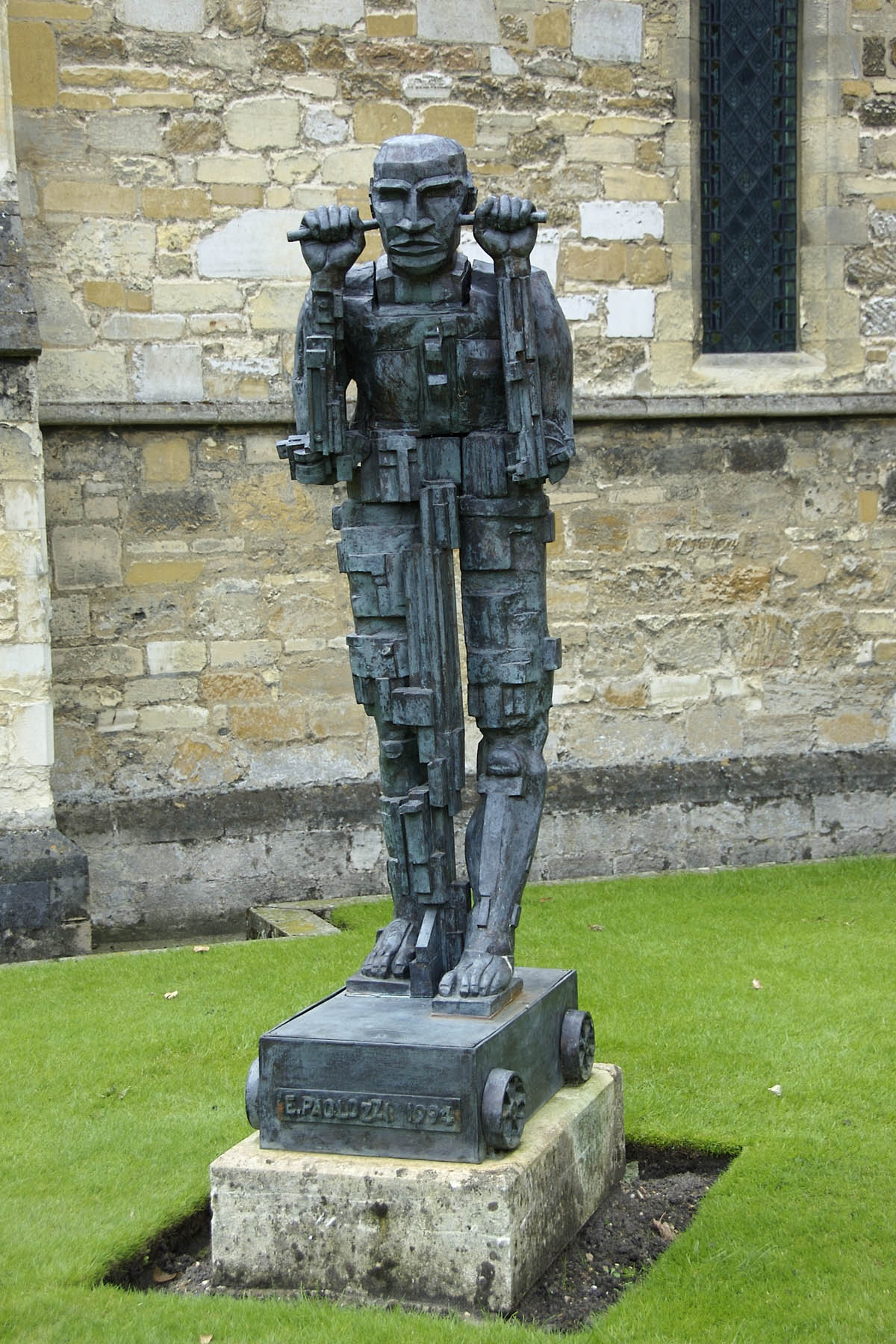
Daedalus on Wheels (1994) Eduardo Paolozzi, University of Cambridge
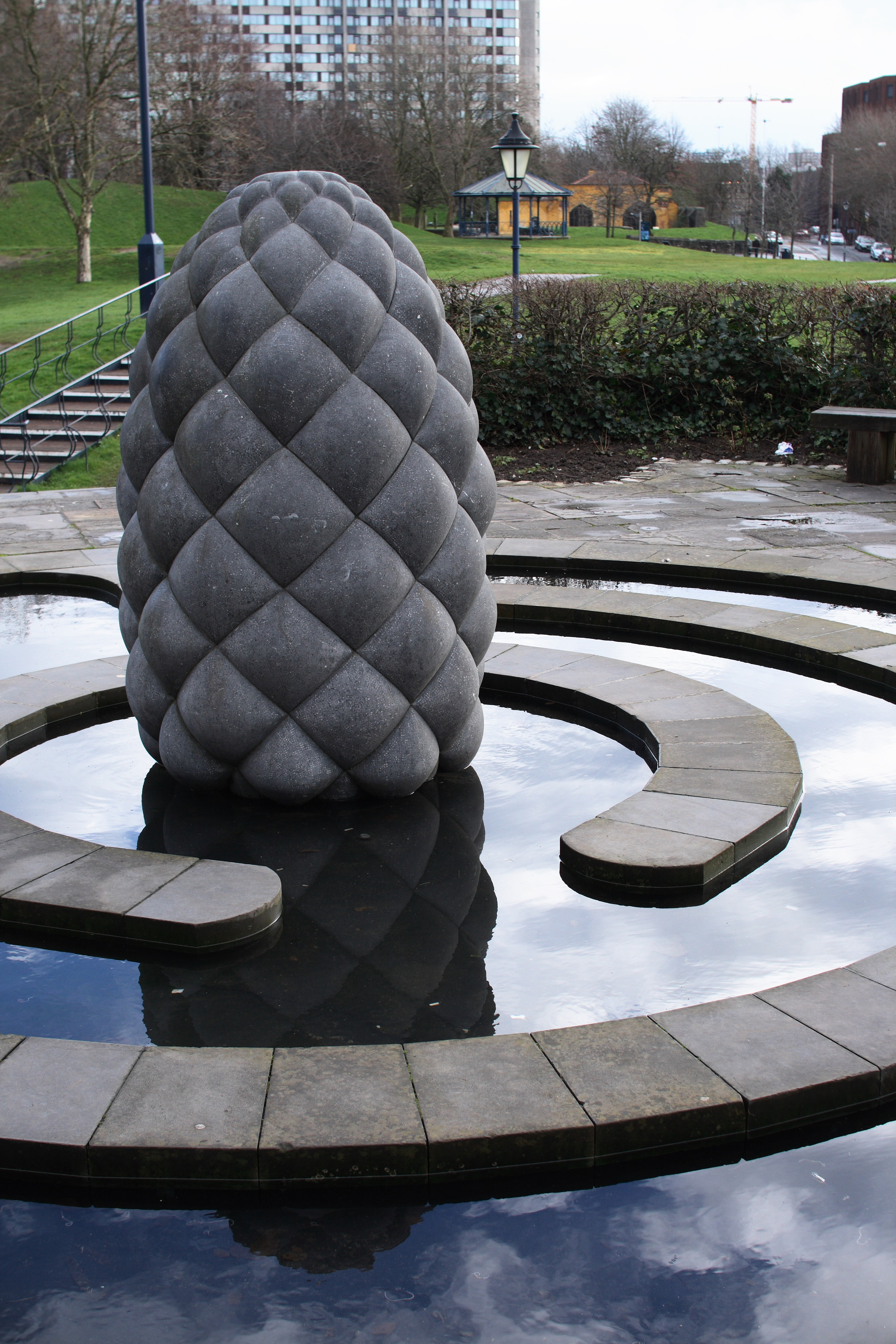
Beside the Still Waters (1994) Peter Randall-Page, Bristol

## Bouwkunst

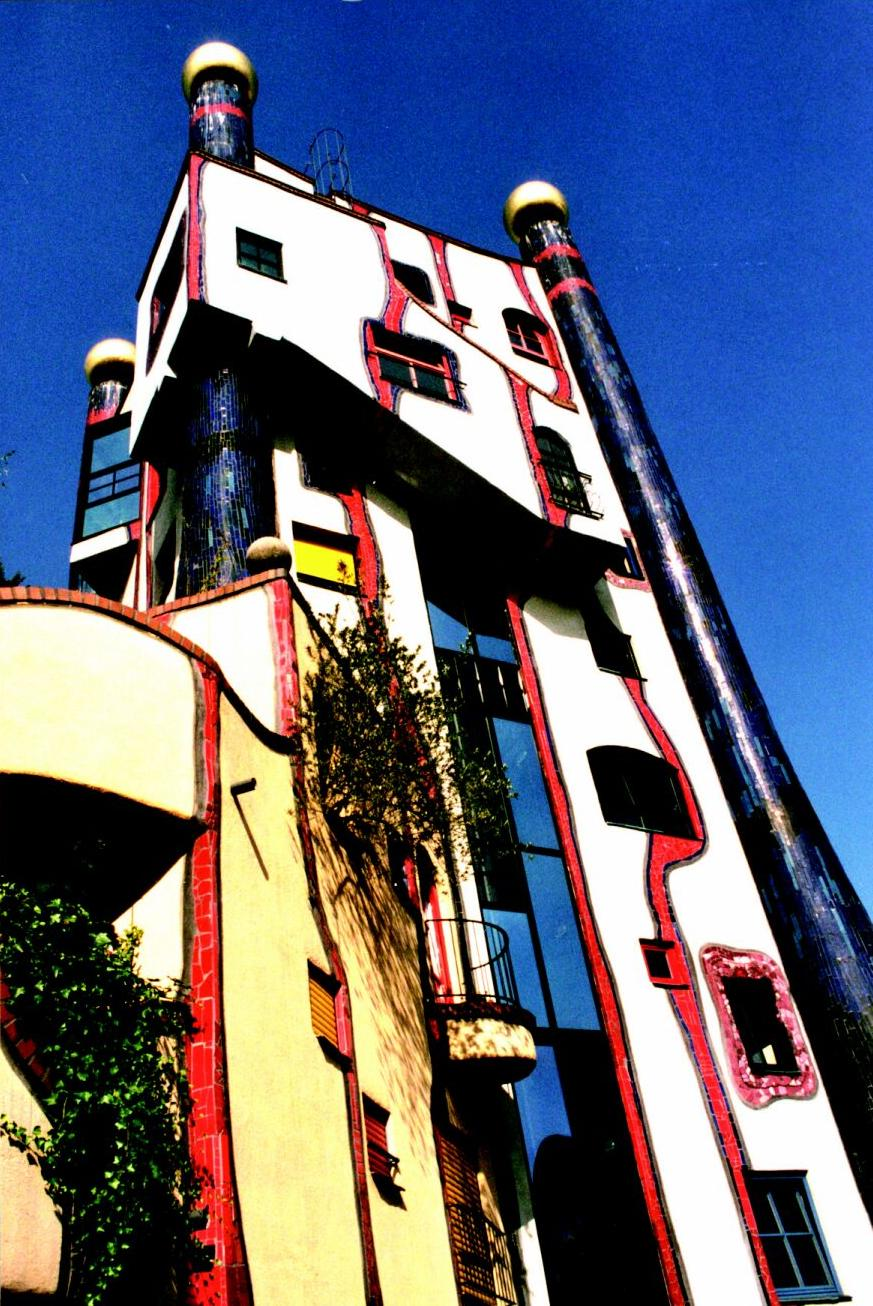
Friedensreich Hundertwasser, Plochingen
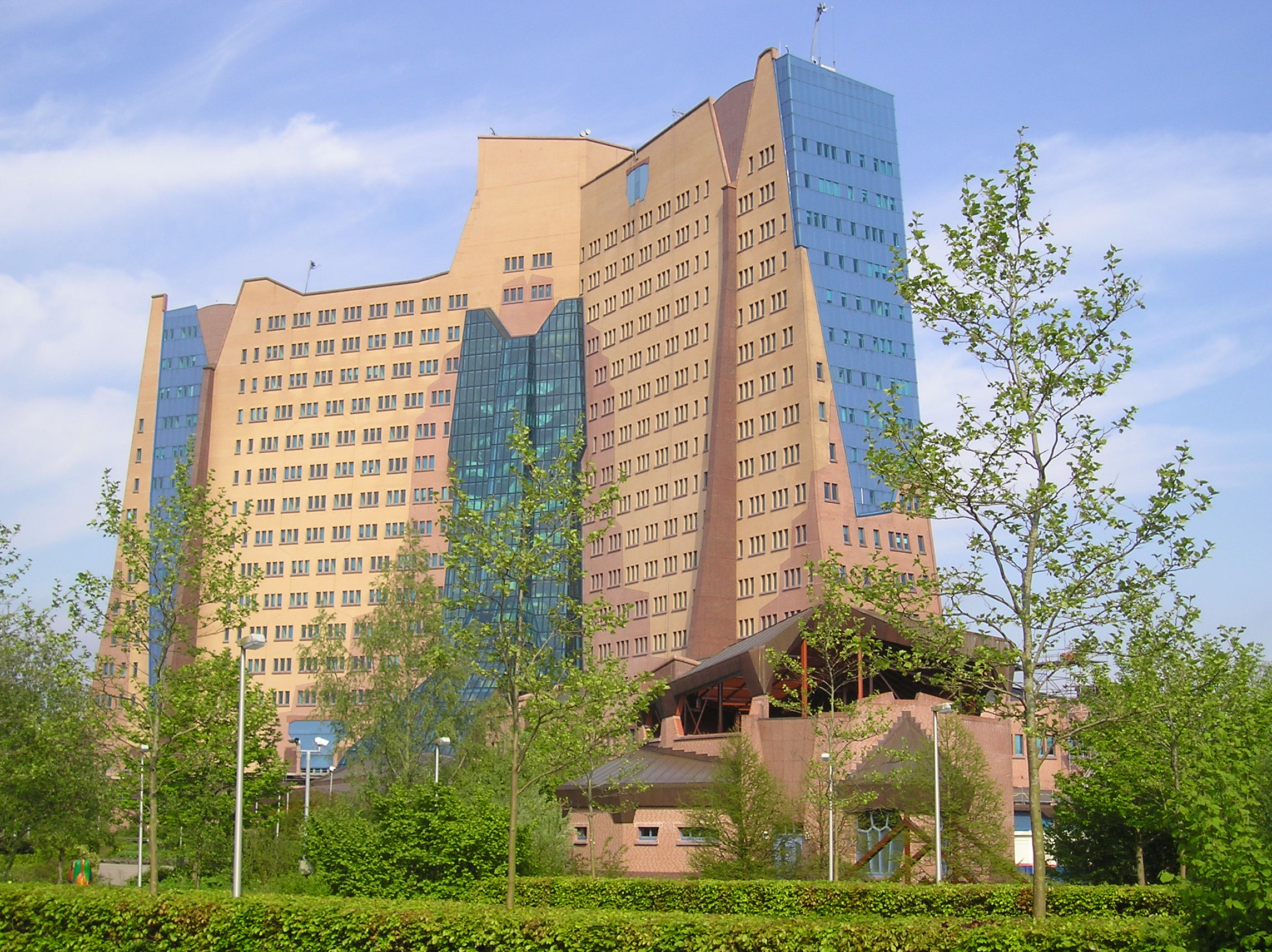
Gasuniegebouw, Max Van Huut en Ton Alberts, Groningen
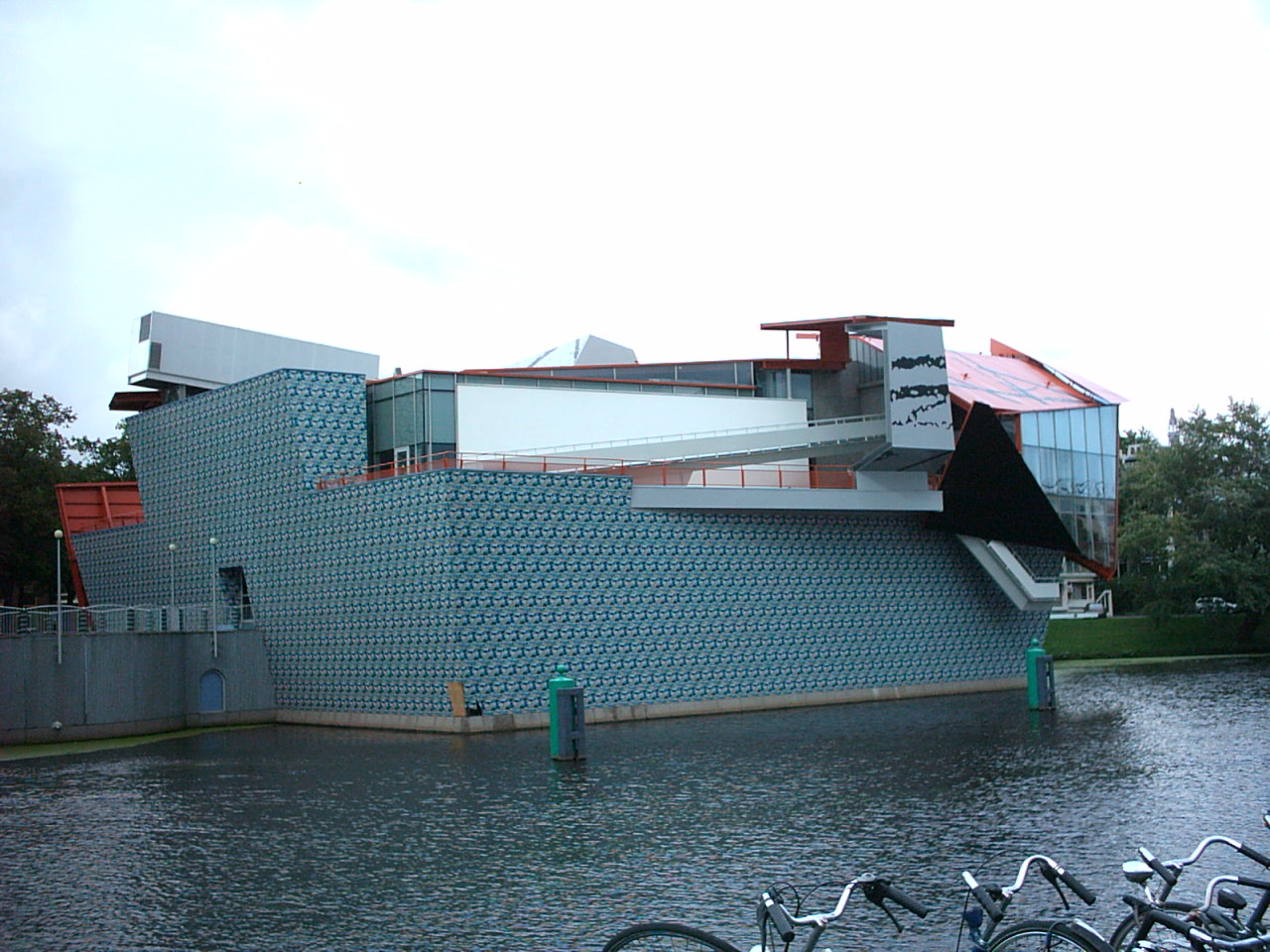
Groninger Museum Alessandro Mendini

## Geboren

### Januari

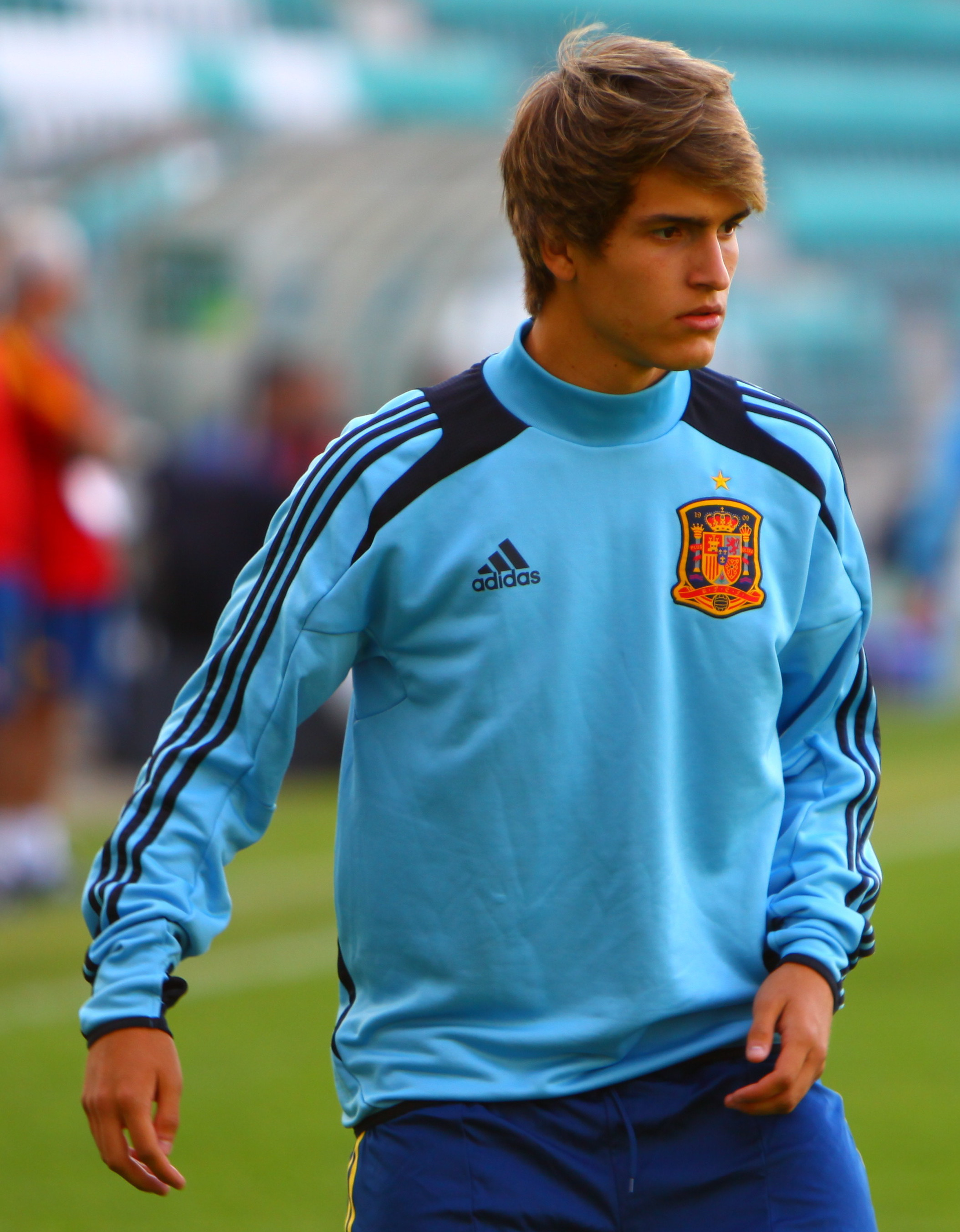
Denis Suárez,
geboren op 6 januari

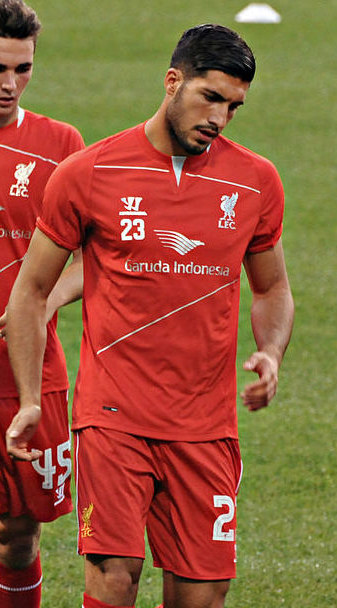
Emre Can,
geboren op 12 januari

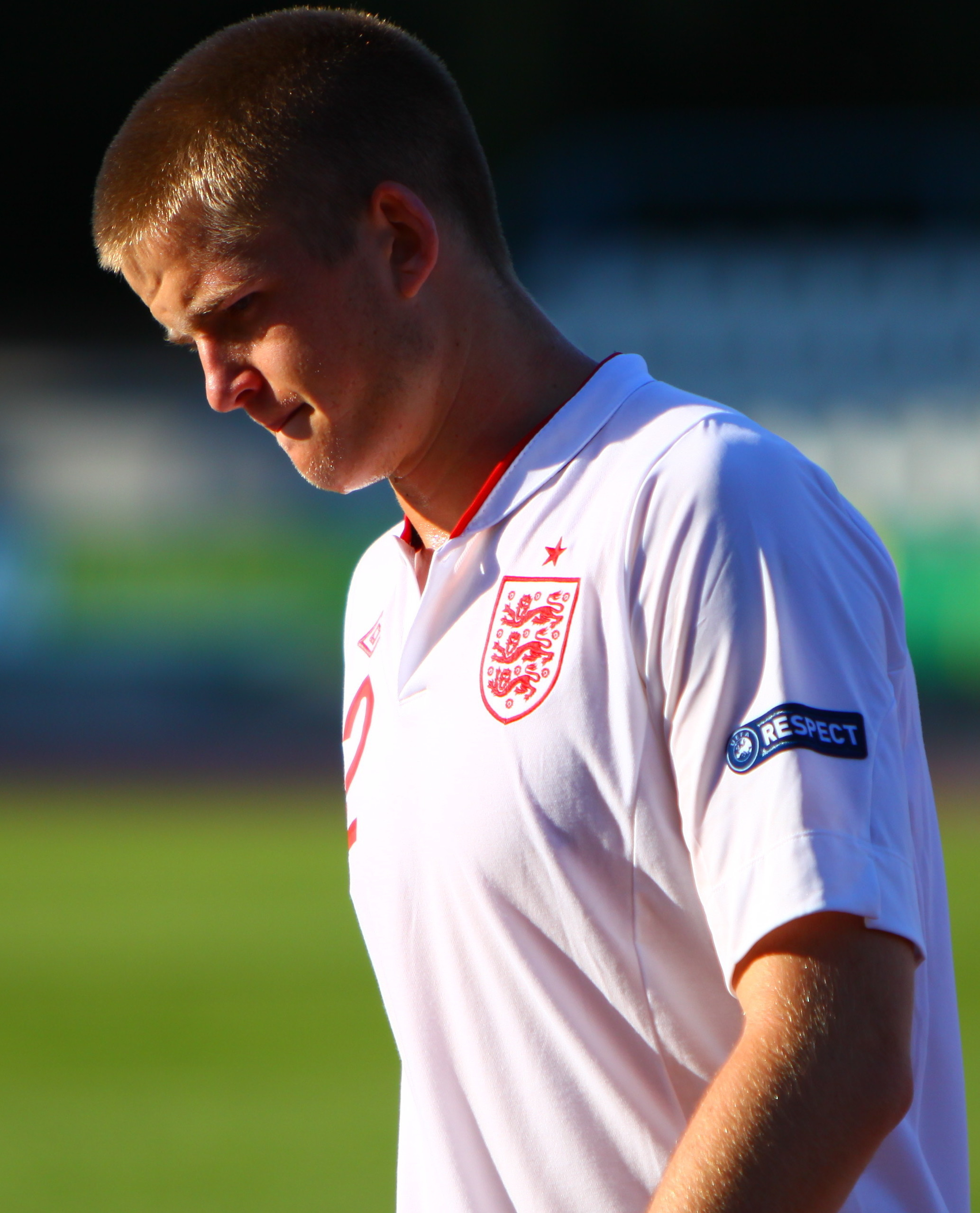
Eric Dier,
geboren op 15 januari

- 1 - Benjamin Cavet, Frans freestyleskiër
- 1 - Emilie Hegh Arntzen, Noors handbalster
- 1 - David Morgan, Australisch zwemmer
- 1 - Christian Nassif, Centraal-Afrikaans zwemmer
- 2 - Nils Allègre, Frans alpineskiër
- 2 - Alice Aprot, Keniaans atlete
- 3 - Stine Ballisager Pedersen, Deens voetbalster
- 3 - Rafik El Hamdi, Nederlands voetballer
- 4 - Zoe Aggeliki, Zweeds-Grieks-Frans model en actrice
- 4 - Viktor Axelsen, Deens badmintonner
- 5 - Thomas Horsten, Nederlands voetballer
- 5 - Yoandys Lescay, Cubaans atleet
- 5 - Szymon Rekita, Pools wielrenner
- 6 - Denis Suarez, Spaans voetballer
- 8 - Riza Durmisi, Albanees-Deens voetballer
- 10 - Mohammed Aman, Ethiopisch atleet
- 10 - Maddie Bowman, Amerikaans freestyleskiester
- 10 - Faith Chepngetich Kipyegon, Keniaans atlete
- 10 - Ewan McVicar, Schots dj en muziekproducent
- 11 - Yaël Eisden, Nederlands-Curaçaos voetballer
- 11 - Noah Zeeuw, Nederlands youtuber
- 12 - Emre Can, Duits voetballer
- 12 - Erik Persson, Zweeds zwemmer
- 13 - Anass Achahbar, Nederlands-Marokkaans voetballer
- 13 - Jay Francis, Nederlands komiek en mediapersoonlijkheid
- 13 - Tom Lawrence, Welsh voetballer
- 13 - Jereem Richards, atleet uit Trinidad en Tobago
- 14 - Muktar Edris, Ethiopisch atleet
- 14 - Matt Parry, Welsh autocoureur
- 15 - Jordy Croux, Belgisch voetballer
- 15 - Eric Dier, Engels voetballer
- 15 - Erick Pulgar, Chileens voetballer
- 16 - Ruti Aga, Ethiopisch atlete
- 16 - Markus Olimstad, Noors snowboarder
- 16 - Lewis Spears, Australisch komiek
- 17 - Lucy Boynton, Brits/Amerikaans actrice
- 19 - Hunter Doohan, Amerikaans acteur
- 19 - Matthias Ginter, Duits voetballer
- 20 - Verena Hanshaw, Oostenrijks voetbalster
- 20 - Lucas Piazón, Braziliaans voetballer
- 21 - André Hazes jr., Nederlands zanger en zoon van André Hazes
- 21 - Reinildo Mandava, Mozambikaans voetballer
- 21 - Booboo Stewart, Amerikaans zanger, danser, model en acteur
- 24 - Daniel-André Tande, Noors schansspringer
- 25 - Riste Pandev, Macedonisch atleet
- 26 - Steph Catley, Australisch voetbalster
- 27 - Fatih Çiplak, Turks voetballer
- 27 - Alex Riberas, Spaans autocoureur
- 28 - Maluma, Colombiaans zanger
- 29 - Boban Lazić, Nederlands voetballer
- 29 - Phillipp Mwene, Oostenrijks-Keniaans voetballer
- 31 - Silke Lippok, Duits zwemster

### Februari

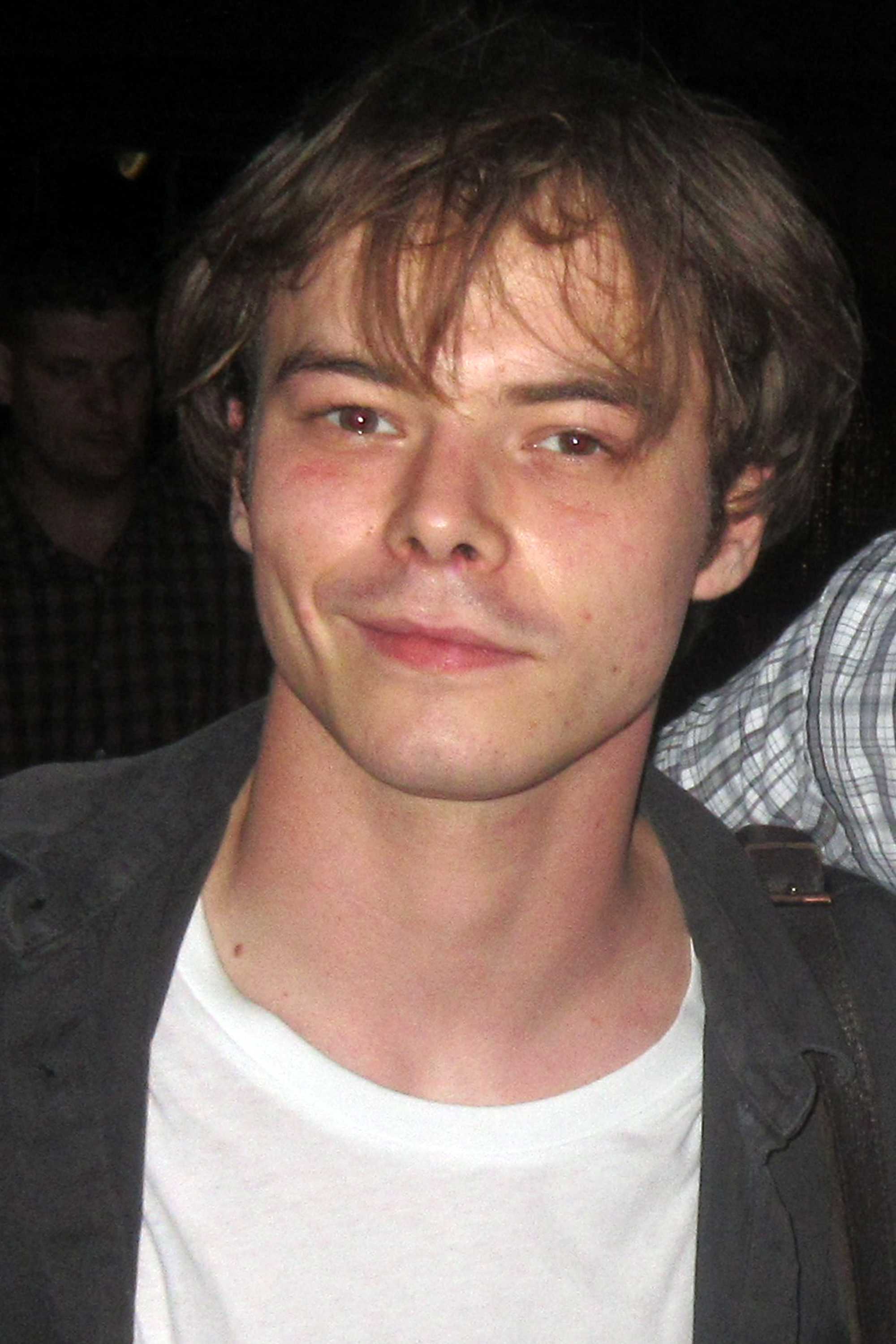
Charlie Heaton,
geboren op 6 februari

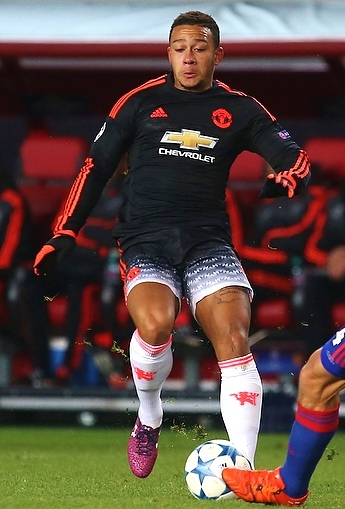
Memphis Depay,
geboren op 13 februari

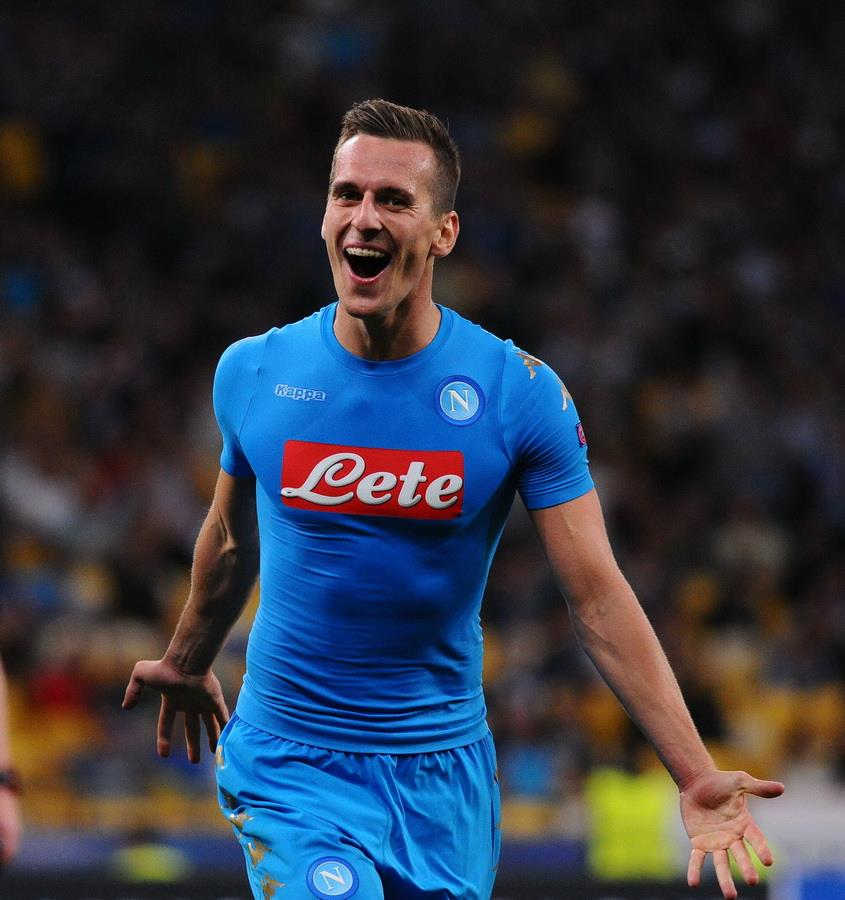
Arkadiusz Milik,
geboren op 28 februari

- 1 - Kierra Smith, Canadees zwemster
- 1 - Harry Styles, Brits singer-songwriter en acteur; lid van One Direction
- 2 - Tessa van Schagen, Nederlands atlete
- 3 - Jevgeni Klimov, Russisch schansspringer
- 3 - Dennis van de Laar, Nederlands autocoureur
- 3 - Yuki Tsubota, Canadees freestyleskiester
- 5 - Lena Petermann, Duits voetbalster
- 5 - Li Xuanxu, Chinees zwemster
- 6 - Charlie Heaton, Engels acteur
- 6 - Davy Roef, Belgisch voetballer
- 6 - Josh Webster, Brits autocoureur
- 7 - Kimmer Coppejans, Belgisch tennisser
- 8 - Thomas Grøgaard, Noors voetballer
- 8 - Ingo van Weert, Nederlands voetballer
- 9 - Lucas Eguibar, Spaans snowboarder
- 9 - Irvingly van Eijma, Nederlands-Curaçaos voetballer
- 10 - Alvin Daniels, Frans-Guyaans voetballer
- 10 - Evelyn Insam, Italiaans schansspringster
- 10 - Robin Vanderbemden, Belgisch atleet
- 10 - Charlotte Vega, Spaans actrice
- 10 - Makenzie Vega, Amerikaans actrice
- 11 - Dylan Arnold, Amerikaans acteur
- 12 - Judy Baauw, Nederlands BMX'er
- 13 - Memphis Depay, Nederlands voetballer
- 13 - Patryk Dobek, Pools atleet
- 14 - Paul Butcher, Amerikaans acteur
- 14 - Allie Grant, Amerikaans actrice
- 14 - Becky Hill, Brits zangeres
- 14 - Terence Kongolo, Nederlands-Congolees voetballer
- 15 - Emilie Pos, Nederlands actrice
- 16 - Ava Max, Amerikaans zangeres
- 16 - Philipp Orter, Oostenrijks noordse combinatieskiër
- 17 - Marjolein Lindemans, Belgisch atlete
- 17 - Emanuele Zonzini, San Marinees autocoureur
- 18 - Ulrik Munther, Zweeds zanger en acteur
- 19 - Eseosa Fostine Desalu, Italiaans atleet
- 20 - Brigid Kosgei, Keniaans atlete, houdster wereldrecord marathon
- 20 - Stephanie Brunner, Oostenrijks alpineskiester
- 21 - Katsumi Nakamura, Japans zwemmer
- 22 - Britt Eerland, Nederlands tafeltennisster
- 23 - Dakota Fanning, Amerikaans actrice
- 23 - Lander Hendrickx, Belgisch zwemmer
- 24 - Maurizio Bormolini, Italiaans snowboarder
- 25 - Eugenie Bouchard, Canadees tennisster
- 25 - Matthew Brabham, Australisch-Amerikaans autocoureur
- 25 - Mike Jones, Australisch motorcoureur
- 25 - Marit Røsberg Jacobsen, Noors handbalster
- 26 - Jordan King, Brits autocoureur
- 27 - Choi Jae-woo, Zuid-Koreaans freestyleskiër
- 28 - Jake Bugg, Brits singer-songwriter
- 28 - Ibrahima Cissé, Belgisch voetballer
- 28 - Arkadiusz Milik, Pools voetballer

### Maart

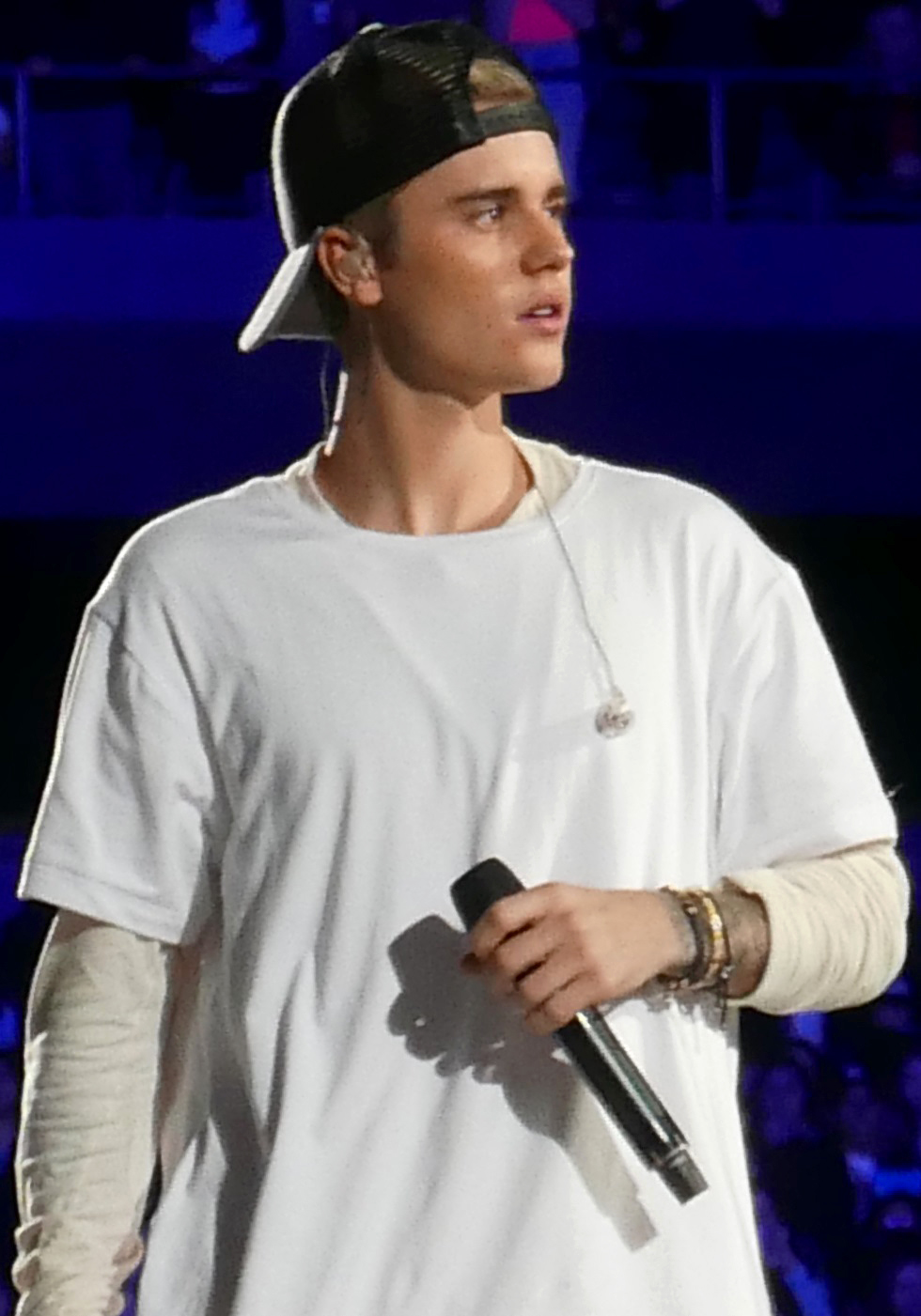
Justin Bieber,
geboren op 1 maart

- 1 - Justin Bieber, Canadees zanger
- 1 - Przemysław Kasperkiewicz, Pools wielrenner
- 2 - Maren Aardahl, Noors handbalster
- 2 - Uroš Đurđević, Servisch voetballer
- 2 - Nikkie de Jager, Nederlands visagiste en YouTuber
- 3 - Alex Beaulieu-Marchand, Canadees freestyleskiër
- 3 - Guro Bergsvand, Noors voetbalster
- 3 - Hanne Verbruggen, Belgisch zangeres (K3)
- 4 - Clémence Grimal, Frans snowboardster
- 4 - Théo Pellenard, Frans voetballer
- 4 - Katie Pruitt, Amerikaans singer-songwriter
- 5 - Kimberley Efonye, Belgisch atlete
- 5 - Chantal van Landeghem, Canadees zwemster
- 5 - Aislinn Paul, Canadees actrice
- 6 - Yassin Ayoub, Marokkaans-Nederlands voetballer
- 6 - Nathan Redmond, Engels voetballer
- 7 - Esko, Nederlands muziekproducent en rapper
- 7 - Ryō Hirakawa, Japans autocoureur
- 7 - Chase Kalisz, Amerikaans zwemmer
- 8 - Iris Enthoven, Nederlands youtuber en presentatrice
- 8 - Jasmine Tosky, Amerikaans zwemster
- 9 - Markus Reiterberger, Duits motorcoureur
- 10 - Romane Miradoli, Frans alpineskiester
- 10 - Nikita Parris, Engels voetbalster
- 11 - Candace Crawford, Canadees alpineskiester
- 12 - Katie Archibald, Brits (Schots) wielrenster
- 12 - Jerami Grant, Amerikaans basketballer
- 12 - Christina Grimmie, Amerikaans zangeres, songwriter, actrice en youtuber (overleden 2016)
- 13 - Gerard Deulofeu, Spaans voetballer
- 13 - Mimoun Mahi, Nederlands-Marokkaans voetballer
- 13 - Dave Roelvink, Nederlands dj en model
- 14 - Dopebwoy, Nederlands rapper
- 14 - Ansel Elgort, Amerikaans acteur, muziekproducer en dj
- 14 - Nick Goepper, Amerikaans freestyleskiër
- 14 - Richard Gonda, Slowaaks autocoureur
- 15 - Nijel Amos, Botswaans atleet
- 17 - Elisabeth Vathje, Canadees skeletonracer
- 18 - Patrick Aaltonen, Thais-Fins voetballer
- 19 - Marvin Kirchhöfer, Duits autocoureur
- 20 - Mamadou Sylla Diallo, Senegalees voetballer
- 21 - Kelly Dulfer, Nederlands handbalster
- 21 - Jasmin Savoy Brown, Amerikaans actrice
- 21 - Laura Maaskant, Nederlands schrijfster (overleden 2019)
- 21 - Jip Vastenburg, Nederlands atlete
- 22 - Jean-Paul Boëtius, Nederlands voetballer
- 23 - Raisa Blommestijn, Nederlands juriste en filosofe
- 23 - Adrián Dalmau, Spaans voetballer
- 23 - Peter Leeuwenburgh, Nederlands voetbaldoelman
- 23 - Nick Powell, Engels voetballer
- 23 - Rob Schoofs, Belgisch voetballer
- 23 - Oussama Tannane, Nederlands-Marokkaans voetballer
- 25 - Justine Dufour-Lapointe, Canadees freestyleskiester
- 26 - Gaspar Iñíguez, Argentijns voetballer
- 27 - Rowby-John Rodriguez, Oostenrijks darter
- 29 - Nynke Oud, Nederlands volleybalster
- 30 - Jetro Willems, Nederlands voetballer
- 31 - Mads Würtz Schmidt, Deens wielrenner

### April
- 1 - Ella Eyre, Brits singer-songwriter
- 2 - Nethaneel Mitchell-Blake, Brits atleet
- 8 - Dario Šarić, Kroatisch basketballer
- 8 - Trond Trondsen, Noors wielrenner
- 9 - Sven Dhoest, Belgisch voetballer
- 11 - Dakota Blue Richards, Brits actrice
- 11 - Duncan Laurence, Nederlands singer-songwriter
- 12 - Saoirse Ronan, Amerikaans actrice
- 13 - Konstantīns Calko, Lets autocoureur
- 13 - Ángelo Henríquez, Chileens voetballer
- 13 - Tatjana Sorina, Russisch langlaufster
- 13 - Chloé Trespeuch, Frans snowboardster
- 14 - Melanie Leupolz, Duits voetbalster
- 14 - Luciano Ribodino, Argentijns motorcoureur
- 14 - Skyler Samuels, Amerikaans actrice
- 15 - Maja Dahlqvist, Zweeds langlaufster
- 15 - Pierre Houin, Frans roeier
- 15 - Axcil Jefferies, Zimbabwaans autocoureur
- 15 - Elena Linari, Italiaans voetbalster
- 15 - Shaunae Miller, Bahamaans atlete
- 16 - Louise Carton, Belgisch atlete
- 16 - Birger Verstraete, Belgisch voetballer
- 18 - Moisés Arias, Amerikaans acteur en zanger
- 18 - Michael Gregoritsch, Oostenrijks voetballer
- 19 - Kevin, Nederlands rapper
- 19 - Abdel Metalsi, Nederlands-Bosnisch voetballer
- 19 - Freya Ridings, Engels zangeres
- 20 - Riccardo Agostini, Italiaans autocoureur
- 20 - Alexander Massialas, Amerikaans schermer
- 20 - Jolien Van Hoorebeke, Belgisch atlete
- 21 - Santiago Palacios, Mexicaans voetballer
- 22 - Sinan Bakış, Turks voetballer
- 22 - Jordan Wilimovsky, Amerikaans zwemmer
- 24 - Caspar Lee, Zuid-Afrikaans vlogger en acteur
- 25 - Jelena Ilinych, Russisch kunstschaatsster
- 25 - Omar McLeod, Jamaicaans atleet
- 25 - Lucas Woudenberg, Nederlands voetballer
- 26 - Daniil Kvjat, Russisch autocoureur
- 28 - Anne Fleur Dekker, Nederlands publiciste
- 28 - Jakub Klášterka, Tsjechisch autocoureur
- 28 - Ella van Poucke, Nederlands celliste
- 28 - Rajwa Al Saif, Jordaanse prinses
- 28 - Floriano Vanzo, Belgisch voetballer
- 28 - Maxim Zimin, Russisch autocoureur
- 29 - Stephen Milne, Brits zwemmer
- 29 - Antwan Tolhoek, Nederlands wielrenner

### Mei
- 1 - Aaron Botterman, Belgisch atleet
- 1 - Wallace Oliveira dos Santos, Braziliaans voetballer
- 2 - Pommeline Tillière, Belgisch tv-persoonlijkheid
- 3 - Matt Rao, Brits autocoureur
- 3 - Jessica Sula, Brits actrice
- 5 - Celeste, Brits soulzangeres
- 5 - Hafizh Syahrin, Maleisisch motorcoureur
- 8 - Ajeé Wilson, Amerikaans atlete
- 9 - Vittorio Ghirelli, Italiaans autocoureur
- 9 - Andreas Vazaios, Grieks zwemmer
- 10 - Mitchell Gilbert, Australisch autocoureur
- 10 - Femke Pluim, Nederlands atlete
- 10 - Debby Willemsz, Nederlands waterpolospeelster
- 11 - Kariman Abuljadayel, Saoedisch atlete
- 11 - Sera de Bruin, Nederlands zangeres
- 11 - Roberto Insigne, Italiaans voetballer
- 11 - Menno Vloon, Nederlands atleet
- 12 - Tyler Patrick Jones, Amerikaans acteur
- 13 - Cameron McEvoy, Australisch zwemmer
- 13 - Yu Kanamaru, Japans autocoureur
- 14 - Bronte Campbell, Australisch zwemster
- 14 - Dennis Praet, Belgisch voetballer
- 15 - Edison Flores, Peruviaans voetballer
- 15 - Darren Rosheuvel, Nederlands-Surinaams voetballer
- 16 - Abdessalem Ayouni, Tunesisch atleet
- 16 - Anthony Biekman, Nederlands voetballer
- 16 - Kauthar Bouchallikht, Nederlands politica (GroenLinks)
- 16 - Miles Heizer, Amerikaans acteur
- 16 - Jin Yang, Chinees kunstschaatser
- 16 - Tamires Morena Lima, Braziliaans handbalster
- 16 - Bryan Rabello, Chileens-Pools voetballer
- 16 - Anthony Turgis, Frans wielrenner
- 16 - Jochum van der Woude, Nederlands acteur
- 18 - Naomi Schiff, Duits-Zuid-Afrikaans autocoureur
- 20 - Abbey Hoes, Nederlands actrice
- 20 - Frida Sandén, Zweeds zangeres
- 20 - Ryan Tveter, Amerikaans autocoureur
- 21 - Krzysztof Biegun, Pools schansspringer
- 21 - Sabré Cook, Amerikaans autocoureur
- 21 - Tom Daley, Brits schoonspringer
- 21 - Roberto González, Panamees wielrenner
- 22 - Miho Takagi, Japans schaatsster
- 22 - Jesper Tjäder, Zweeds freestyleskiër
- 22 - Kira Toussaint, Nederlands zwemster
- 23 - Lára Pedersen, IJslands voetbalster
- 23 - Yun Sung-bin, Zuid-Koreaans skeletonracer
- 24 - Zaid Ashkanani, Koeweits autocoureur
- 24 - Cayden Boyd, Amerikaans acteur
- 24 - Anderson Esiti, Nigeriaans voetballer
- 24 - Valerian Gvilia, Georgisch voetballer
- 24 - Emma McKeon, Australisch zwemster
- 24 - Rodrigo De Paul, Argentijns voetballer
- 25 - Hiroki Otsu, Japans autocoureur
- 26 - Elliot Giles, Brits atleet
- 26 - Lindsey  Heaps, Amerikaans voetbalster
- 27 - Shawnacy Barber, Canadees atleet (overleden 2024)
- 28 - John Stones, Engels voetballer
- 30 - Jake Hughes, Brits autocoureur
- 30 - Madeon, Frans house-, nu-disco- en electropopmusicus
- 30 - Laurence St-Germain, Canadees alpineskiester
- 31 - Luciano Acosta, Argentijns voetballer
- 31 - Madison Wilson, Australisch zwemster

### Juni
- 1 - Angharad James-Turner, Welsh voetbalster
- 2 - Dennis van Aarssen, Nederlands zanger
- 2 - Álvaro de Arriba, Spaans atleet
- 2 - Antonio Spavone, Italiaans autocoureur
- 4 - Anne Winters, Amerikaans actrice
- 6 - Josip Koninckx, Belgisch acteur
- 6 - Yvon Mvogo, Zwitsers voetballer
- 6 - Maxence Parrot, Canadees snowboarder
- 6 - Enzo Stroo, Nederlands voetballer
- 7 - Andi Matichak, Amerikaans actrice
- 8 - Jessey Kuiper, Nederlands voetballer
- 9 - Viktor Fischer, Deens voetballer
- 9 - Alexander Schmid, Duits alpineskiër
- 11 - Ivana Baquero, Spaans actrice
- 11 - Jessica Fox, Australisch kanovaarster
- 15 - Vincent Janssen, Nederlands voetballer
- 15 - Brandon McBride, Canadees atleet
- 15 - Anthony Limbombe, Belgisch voetballer
- 15 - Yussuf Poulsen, Deens voetballer
- 15 - Iñaki Williams, Spaans voetballer
- 16 - Kotuku Ngawati, Australisch zwemster
- 17 - Gert van Hoef, Nederlands organist
- 17 - Konstantin Teresjtsjenko, Russisch autocoureur
- 18 - Mārtiņš Onskulis, Lets alpineskiër
- 19 - Brittany Elmslie, Australisch zwemster
- 20 - Sarah Köhler, Duits zwemster
- 20 - Jake Packard, Australisch zwemmer
- 21 - Thom Bonder, Nederlands mountainbiker (overleden 2025)
- 22 - Sébastien Haller, Frans voetballer
- 24 - Mitch Evans, Nieuw-Zeelands autocoureur
- 28 - Anouk Bruil, Nederlands voetbaltrainer
- 28 - Anish Giri, Russisch-Nederlands schaakgrootmeester
- 28 - Elis Ligtlee, Nederlands baanwielrenster
- 28 - Hoessein bin al-Abdoellah, Jordaans prins
- 29 - Leandro Paredes, Argentijns voetballer
- 29 - Kotaro Sakurai, Japans autocoureur
- 29 - Elina Born, Estlands zangeres

### Juli
- 2 - Henrik Kristoffersen, Noors alpineskiër
- 2 - Chris Stussy, Nederlands dj en muziekproducent
- 4 - Fede Vico, Spaans voetballer
- 5 - Robin Gosens, Duits-Nederlands voetballer
- 5 - Roman Mavlanov, Russisch autocoureur
- 6 - Scotty James, Australisch snowboarder
- 7 - Hali Flickinger, Amerikaan zwemster
- 7 - Ashton Irwin, Australisch drummer
- 7 - Friederike Repohl, Duits voetbalster
- 9 - Luka Đorđević, Montenegrijns voetballer
- 9 - Menno Koch, Nederlands voetballer
- 9 - Pepe Oriola, Spaans autocoureur
- 11 - Steven Casteele, Belgisch atleet
- 11 - Jan Scherrer, Zwitsers snowboarder
- 11 - Nina Nesbitt, Schotse singer-songwriter
- 12 - Mathias Broothaerts, Belgisch atleet
- 14 - John McPhee, Schots motorcoureur
- 15 - Sarah Desjardins, Canadees actrice
- 15 - Kelsi Worrell, Amerikaans zwemster
- 16 - Mark Indelicato, Amerikaans acteur
- 16 - Shericka Jackson, Amerikaans atlete
- 17 - Victor Lindelöf, Zweeds voetballer
- 18 - Eefje Boons, Nederlands atlete
- 18 - Justien Grillet, Belgisch atlete
- 18 - Christine Scheyer, Oostenrijks atlete
- 19 - Mat'o Homola, Slowaaks autocoureur
- 20 - Santiago Ramírez, Colombiaans baanwielrenner
- 20 - Maia Shibutani, Amerikaans kunstschaatsster
- 20 - Joey Sleegers, Nederlands voetballer
- 21 - David W. Thompson, Amerikaans acteur
- 22 - Isabelle Cornish, Australisch actrice
- 24 - Michael Goolaerts, Belgisch wielrenner (overleden 2018)
- 24 - Naomichi Uramoto, Japans motorcoureur
- 25 - Cheyenne Toney, Nederlands zangeres en theatermaakster
- 26 - Leon Reid, Iers atleet
- 26 - Guro Reiten, Noors voetbalster
- 27 - John Felagha, Nigeriaans voetballer (overleden 2020)
- 27 - Winnie Harlow, Canadees model
- 27 - Boyan Slat, Nederlands uitvinder en ondernemer
- 28 - Sven van Beek, Nederlands voetballer
- 28 - Sophie Straat, Nederlands zangeres
- 29 - Erica Musso, Italiaans zwemster
- 31 - Sean Klaiber, Nederlands voetballer

### Augustus
- 1 - Sarah Hendrickson, Amerikaans schansspringster
- 1 - Jesse Puts, Nederlands zwemmer
- 2 - Emil Krafth, Zweeds voetballer
- 4 - Hannah Schmidt, Canadees freestyleskiester
- 5 - Michael Zachrau, Duits skeletonrace
- 7 - Jérémy Desplanches, Zwitsers zwemmer
- 9 - Forrest Landis, Amerikaans acteur
- 9 - Vincent Vermeij, Nederlands voetballer
- 9 - Lorenzo Zazzeri, Italiaans zwemmer
- 11 - Abe Wiersma, Nederlands roeier
- 12 - Bram Krikke, Radio DJ
- 12 - Ethan Ringel, Amerikaans autocoureur
- 12 - Bex Taylor-Klaus, Amerikaans actrice
- 14 - Alex Ferreira, Amerikaans freestyleskiër
- 15 - Jesús Gallardo, Mexicaans voetballer
- 15 - Kosuke Hagino, Japans zwemmer
- 15 - Lina Magull, Duits voetbalster
- 15 - Natalja Zabijako, Estisch-Russisch kunstschaatsster
- 16 - Thomas Jäger, Oostenrijks autocoureur
- 17 - Robin Buwalda, Nederlands voetballer
- 17 - Nadia Coolen, Nederlands voetbalster
- 17 - Taissa Farmiga, Amerikaans actrice
- 17 - Bas Kuipers, Nederlands voetballer
- 17 - Annie Lazor, Amerikaans zwemster
- 17 - Dai Dai Ntab, Nederlands langebaanschaatser
- 17 - Kendyl Stewart, Amerikaans zwemster
- 18 - Krists Neilands, Lets wielrenner
- 18 - Madelaine Petsch, Amerikaans actrice en youtuber
- 19 - Nick Cassidy, Nieuw-Zeelands autocoureur
- 19 - Fernando Gaviria, Colombiaans wielrenner
- 19 - André Loyola Stein, Braziliaans beachvolleyballer
- 19 - Melville McKee, Brits-Singaporees autocoureur
- 19 - Nafissatou Thiam, Belgisch atlete
- 20 - Janine Beckie, Canadees voetbalster
- 20 - Jonathon Lillis, Amerikaans freestyleskiër
- 22 - Israel Broussard, Amerikaans acteur
- 23 - Dara Howell, Canadees freestyleskiester
- 23 - Dominik Raschner, Oostenrijks alpineskiër
- 24 - Joshua Albano, Nederlands acteur
- 25 - Natasha Liu Bordizzo, Australisch actrice
- 26 - Anastasia Kobekina, Russisch celliste
- 26 - Buddy Vedder, Nederlandse acteur, zanger en presentator
- 27 - Raoul de Graaf, Nederlands YouTuber
- 27 - Coumba Sow, Zwitsers voetbalster
- 28 - Junior Malanda, Belgisch voetballer (overleden 2015)
- 28 - Felix Jaehn, Duits dj
- 29 - Gabriele Detti, Italiaans zwemmer

### September
- 1 - Dimi de Jong, Nederlands snowboarder
- 1 - Bianca Ryan, Amerikaans zangeres
- 1 - Carlos Sainz jr., Spaans autocoureur
- 5 - Joy Delima, Nederlands actrice
- 5 - Gregorio Paltrinieri, Italiaans zwemmer
- 6 - Lucas Wolf, Duits autocoureur
- 9 - Lynn Blenckers, Nederlands volleybalster
- 10 - Artjom Markelov, Russisch autocoureur
- 11 - Lucas Auer, Oostenrijks autocoureur
- 11 - Birhanu Legese, Ethiopisch atleet
- 11 - Ahmet Eyüp Türkaslan, Turks voetballer (overleden 2023)
- 12 - Elina Svitolina, Oekraïens tennisster
- 13 - Lucas Andersen, Deens voetballer
- 13 - Kiran Badloe, Nederlands zeiler
- 13 - Lemi Berhanu Hayle, Ethiopisch atleet
- 13 - Sepp Kuss, Amerikaans wielrenner
- 13 - Quillan Roberts, Jamaicaans-Canadees voetballer
- 14 - Brahim Darri, Nederlands-Marokkaans voetballer
- 14 - Armin Hager, Oostenrijks langebaanschaatser
- 16 - Aleksandar Mitrović, Servisch voetballer
- 19 - Gustavo Menezes, Amerikaans autocoureur
- 21 - John Bryant-Meisner, Zweeds autocoureur
- 21 - Maé-Bérénice Méité, Frans kunstschaatsster
- 23 - Yerry Mina, Colombiaans voetballer
- 24 - Ieva Januškevičiūtė, Litouws alpineskiester
- 25 - Mashu Baker, Japans judoka
- 25 - Kai Verbij, Nederlands schaatser
- 26 - Jack Conger, Amerikaans zwemmer
- 26 - Marcell Jacobs, Italiaans atleet
- 28 - Corinne Suter, Zwitsers alpineskiester
- 28 - Kika Sprangers, Nederlands jazzmuzikante
- 29 - Britteny Cox, Australisch freestyleskiester
- 29 - Halsey, Amerikaans zangeres
- 30 - Andrea Mantovani, Italiaans motorcoureur

### Oktober
- 1 - Floris Bosma, Nederlands gitarist en acteur
- 1 - Joosje Duk, Nederlands actrice, regisseuse en (scenario)schrijfster
- 1 - Mahmoud Hassan, Egyptisch voetballer
- 1 - Dejan Meleg, Servisch voetballer
- 2 - Rachele Baldi, Italiaans voetbalster
- 2 - Niklas Mackschin, Duits autocoureur
- 3 - Kepa Arrizabalaga, Spaans voetballer
- 3 - Nicholas Grainger, Brits zwemmer
- 3 - Jimi Salonen, Fins freestyleskiër
- 6 - Roman de Beer, Zuid-Afrikaans autocoureur
- 6 - Eric Lichtenstein, Argentijns autocoureur
- 6 - Gino Boers, Nederlands voetballer
- 7 - Fabio Basile, Italiaans judoka
- 8 - Paweł Juraszek, Pools zwemmer
- 8 - Sven Thorgren, Zweeds snowboarder
- 9 - Jodelle Ferland, Canadees actrice
- 11 - Adelina Engman, Fins voetbalster
- 12 - Valērijs Šabala, Lets voetballer
- 12 - Olivia Smoliga, Amerikaans zwemmer
- 13 - Noah Crawford, Amerikaans acteur en zanger
- 13 - Cyprien Sarrazin, Frans alpineskiër
- 14 - Michail Nazarov, Russisch schansspringer
- 14 - Sönke Rothenberger, Duits ruiter
- 14 - Steijn Schothorst, Nederlands autocoureur
- 15 - Lil' Kleine, Nederlands rapper en acteur
- 15 - Hossein Vafaei, Iraans snookerspeler
- 16 - Halimah Nakaayi, Oegandees atlete
- 16 - Carina Schrempf, Oostenrijks wielrenster
- 18 - Pascal Wehrlein, Duits autocoureur
- 19 - Chelsea Chenault, Amerikaans zwemster
- 19 - Bas Schouten, Nederlands autocoureur
- 20 - Kyle Allen, Amerikaans acteur
- 20 - José Contreras, Venezolaans voetballer
- 20 - Diego Menchaca, Mexicaans autocoureur
- 20 - Festus Talam, Keniaans atleet
- 21 - Alessia Polieri, Italiaans zwemster
- 22 - Michele Beretta, Italiaans autocoureur
- 23 - Matt Graham, Australisch freestyleskiër
- 24 - Sean O'Malley, Amerikaans MMA-vechter
- 25 - Richard Jouve, Frans langlaufer
- 26 - Matthew Hudson-Smith, Brits atleet
- 28 - Robin Zentner, Duits voetballer
- 29 - Aurélien Panis, Frans autocoureur
- 30 - Ivan Taranov, Russisch autocoureur

### November

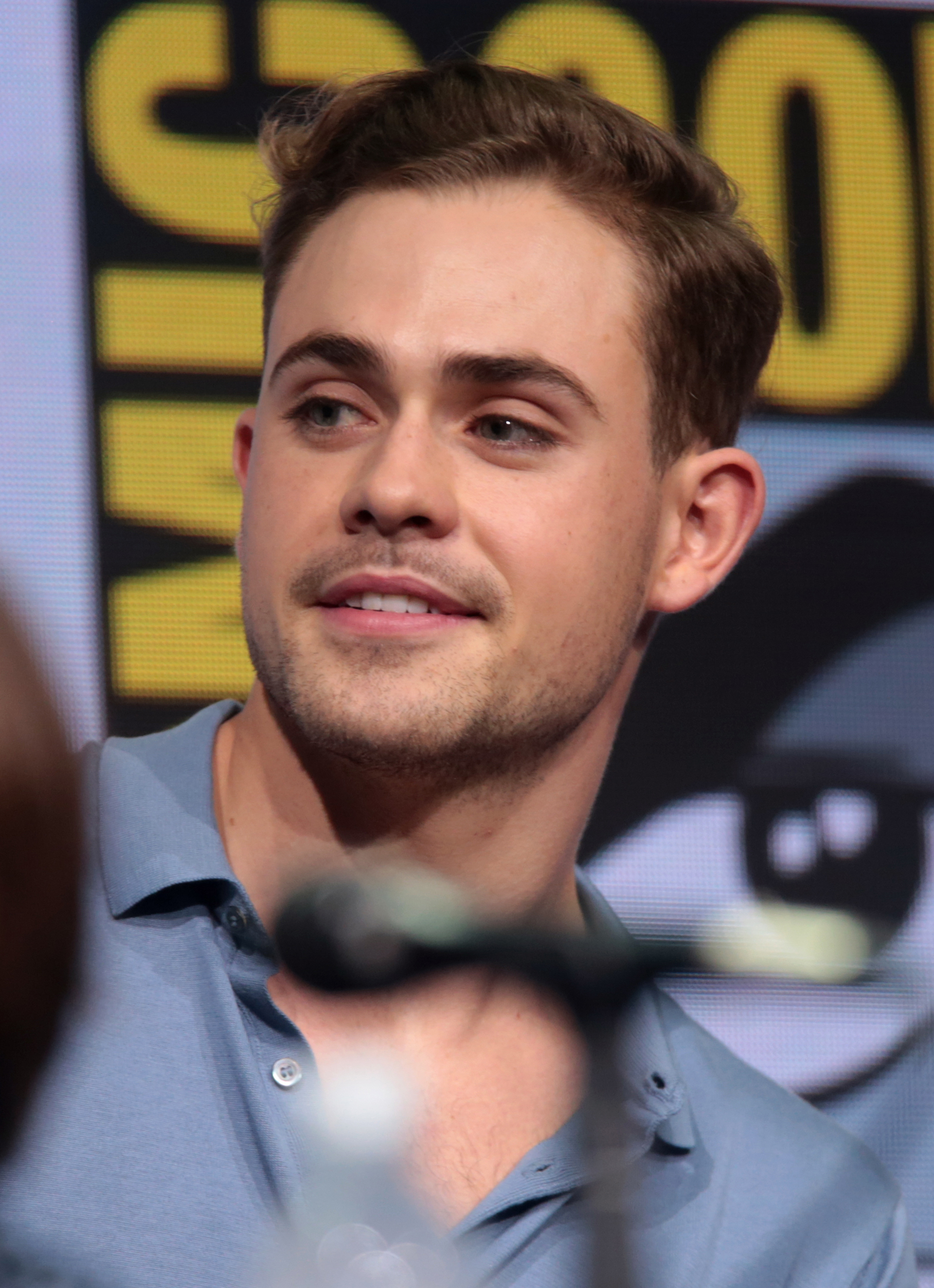
Dacre Montgomery,
geboren op 22 november

- 2 - Bruno Bonifacio, Braziliaans autocoureur
- 3 - Felix Stridsberg-Usterud, Noors freestyleskiër
- 7 - Kanako Murakami, Japans kunstschaatsster
- 7 - Benito Raman, Belgisch voetballer
- 8 - Catalina Pérez Jaramillo, Colombiaans voetbalster
- 9 - Sam MacLeod, Schots autocoureur
- 10 - Luke Bilyk, Canadees acteur
- 10 - Zoey Deutch, Amerikaans actrice
- 10 - Andre De Grasse, Canadees atleet
- 11 - Line Haugsted, Deens handbalster
- 11 - Jiri11, Nederlands flamencogitarist, rapper en muziekproducent
- 11 - Jamie Robinson, Noord-Iers voetbalscheidsrechter
- 12 - Guillaume Cizeron, Frans kunstschaatser
- 12 - Kaleen, Oostenrijks zangeres
- 16 - Hamza Driouch, Qatarees atleet
- 17 - Raquel Castro, Amerikaans actrice, zangeres en songwriter
- 17 - Robbe Kil, Belgisch voetballer
- 18 - Ward D'Hoore, Belgisch atleet
- 20 - Tove Enblom, Zweeds voetbalster
- 20 - Timothy Kitum, Keniaans atleet
- 20 - Kris Richard, Zwitsers autocoureur
- 22 - Dacre Montgomery, Australisch acteur
- 22 - Keiji Tanaka, Japans kunstschaatser
- 24 - Sylvana IJsselmuiden, Nederlands presentatrice en actrice
- 25 - Holly Mae Brood, Nederlands actrice, model, danseres en zangeres
- 30 - Nyjah Huston, Amerikaans skateboarder
- 30 - Roy Nissany, Israëlisch autocoureur

### December

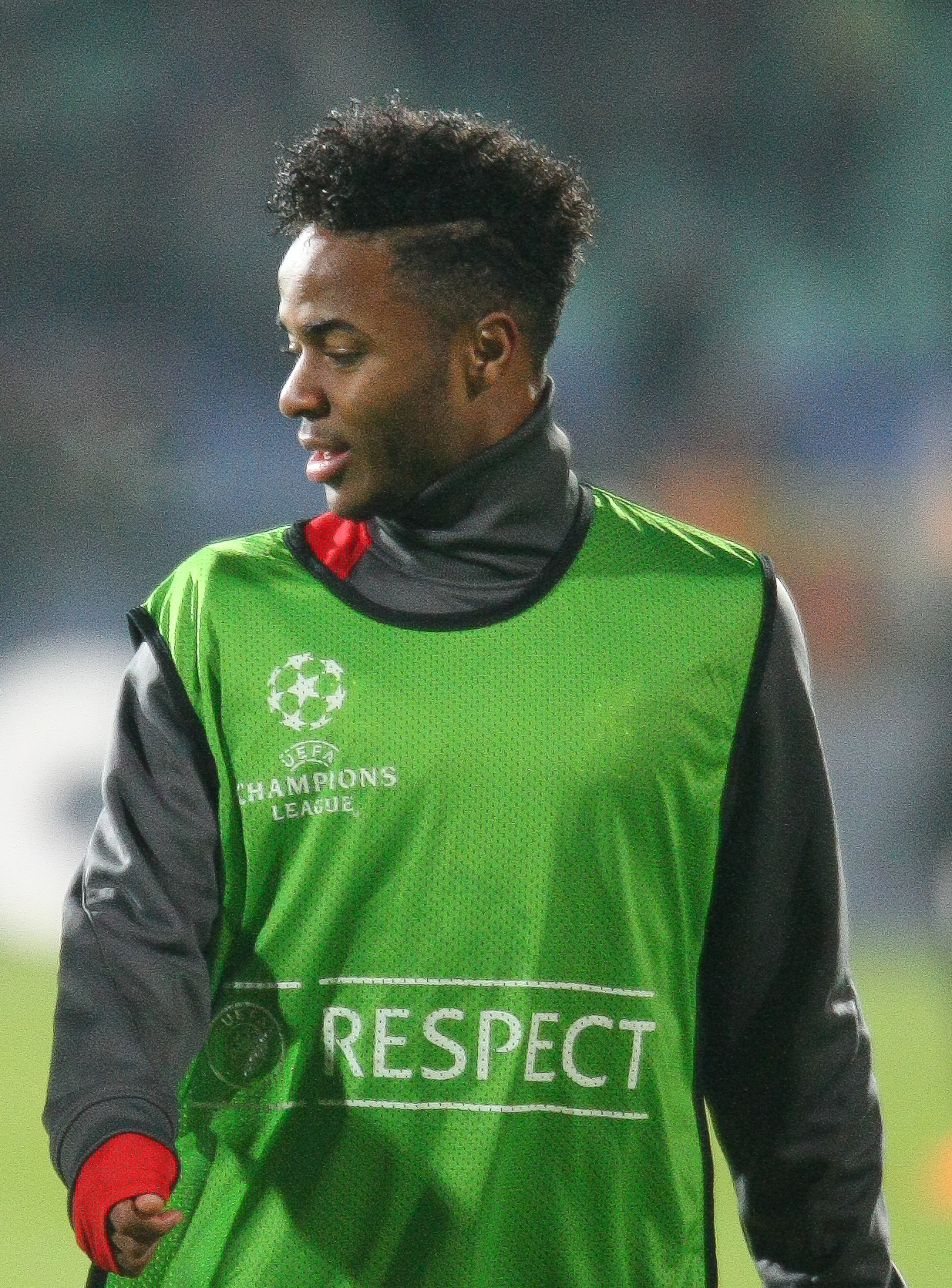
Raheem Sterling,
geboren op 8 december

- 1 - Jolien Leemans, Belgisch atlete
- 2 - Kenrich Williams, Amerikaans basketballer
- 3 - Jake T. Austin, Amerikaans acteur
- 3 - David Iboma, Belgisch voetballer
- 3 - Jasmin Šabotić, Luxemburgs voetbalscheidsrechter
- 3 - Weiron Tan, Maleisisch autocoureur
- 3 - Matthieu Vaxivière, Frans autocoureur
- 4 - Franco Morbidelli, Italiaans motorcoureur
- 7 - Yuzuru Hanyu, Japans kunstschaatser
- 8 - Raheem Sterling, Engels voetballer
- 9 - Zach Veach, Amerikaans autocoureur
- 9 - Georgios Giakoumakis, Grieks voetballer
- 9 - Alex Gilbey, Engels voetballer
- 10 - Alessio Deledda, Italiaans autocoureur
- 11 - Gabriel Basso, Amerikaans acteur
- 13 - Laura Flippes, Frans handbalster
- 14 - Javon Francis, Jamaicaans atleet
- 15 - Jason Brown, Amerikaans kunstschaatser
- 15 - Dean Koolhof, Nederlands voetballer
- 16 - Ralf Smetsers, Nederlands dj
- 17 - Lucas Chanavat, Frans langlaufer
- 17 - Jackie Groenen, Nederlands voetbalster
- 17 - Raffaele Marciello, Italiaans autocoureur
- 17 - Naomi Sedney, Nederlands atlete
- 17 - Jevgenia Tarasova, Russisch kunstschaatsster
- 17 - Nat Wolff, Amerikaans zanger, acteur, songwriter, componist en keyboardspeler
- 20 - Ryan Thomas, Nieuw-Zeelands voetballer
- 21 - Noël Soumah, Senegalees voetballer
- 22 - Hayden Gillim, Amerikaans motorcoureur
- 22 - Norbert Nagy, Hongaars autocoureur
- 24 - Daphne Groeneveld, Nederlands model
- 24 - Ève Périsset, Frans voetbalster
- 26 - Samantha Boscarino, Amerikaans actrice en zangeres
- 28 - Adam Peaty, Brits zwemmer
- 29 - Kako, Japans prinses
- 31 - Jules Gounon, Frans autocoureur
- 31 - Mikkel Jensen, Deens autocoureur

### Datum onbekend
- Don Melody Club, Nederlands singer-songwriter en toetsenist
- Safae el Khannoussi, Marokkaans-Nederlands schrijfster
- Olivia Lonsdale, Nederlands-Brits actrice
- Mimosa Willamo, Fins actrice

## Weerextremen in België
- 27 januari: Windstoten bereiken snelheden tot 130 km/h in Koksijde.
- 16 mei: Hagelbuien in de buurt van Doïsche die tot drie kwartier duren en die een laag vormen tot 30 cm.
- 2 juni: Tornado veroorzaakt schade in Ligney en Darion.
- 4 juli: Hagelstenen veroorzaken veel schade aan serres en gewassen, vooral in Oost-Vlaanderen, Antwerpen en Limburg.
- 24 juli: Warmste dag van de maand: de maxima tot 35,7 °C in Meeuwen-Gruitrode.
- 27 juli: Neerslagtotalen tot 81 mm in Heist-aan-Zee.
- 31 juli: Neerslagtotalen tot 86 mm in Geldenaken.
- 4 augustus: Hitte: maximumtemperatuur stijgt tot 37,4 °C in Kleine-Brogel (Peer).
- 6 augustus: Neerslaghoeveelheid in vier uur: 116 mm in Viessart (Léglise) waarvan 50 mm in 30 minuten en 80 mm in 1 uur.
- 15 augustus: Minimumtemperatuur in Elsenborn (Bütgenbach): 0 °C
- 24 augustus: Tornado treft Ville-Pommeroeul (Bernissart), in Henegouwen.
- november: November met hoogste gemiddelde dampdruk: 11,5 hPa (normaal 8,2 hPa).
- november: November met hoogste gemiddelde maximumtemperatuur: 12,8 °C (normaal 8,9 °C).
- november: November met hoogste gemiddelde minimumtemperatuur: 8,1 °C (normaal 3,5 °C).
- november: November met hoogste gemiddelde temperatuur: 10,4 °C (normaal 6,1 °C).
- 13 december: Minimumtemperatuur tot 12,6 °C in Geraardsbergen.
- 27 december: Neerslaghoeveelheid in vierentwintig uur: 102 mm in Virton.

Bron: KMI Gegevens Ukkel 1901-2003 met aanvullingen 